# Rhaphidorrhynchium lignicola
Rhaphidorrhynchium lignicola là một loài Rêu trong họ Sematophyllaceae. Loài này được (Ångström) Broth. miêu tả khoa học đầu tiên năm 1925.